# Hawaiarca
Hawaiarca is een geslacht van tweekleppigen uit de  familie van de Arcidae (arkschelpen).

## Soorten
- Hawaiarca alia Dall, Bartsch & Rehder, 1938
- Hawaiarca innocens (E. A. Smith, 1906)
- Hawaiarca rectangula Dall, Bartsch & Rehder, 1938
- Hawaiarca uwaensis (Yokoyama, 1928)
- Hawaiarca weberi (Prashad, 1932)
- Hawaiarca yamamotoi (Sakurai & Habe in Habe, 1961)